# وزير علي خان
آصِفْ جَاهْ مِيْرزَا وَزِيْر عَلِي خَان (بالهندية: वज़ीर अली ख़ान؛ بالأردية: وزير على خان) (19 نيسان 1780 – 15 ايار 1817) هو نواب أوده الخامس وحاكم دولة أوده خلفًا لأبيه بالمعتمد آصف الدولة منذ تاريخ 21 أيلول 1797 ميلاديّة حتى نهاية حكمه بتاريخ 21 كانون الثاني 1798 ميلاديّة، وزعيم التمرد في بيناريس نهاية القرن الثامن عشر.

## الولادة والحياة
ولد آصف جاه ميرزا وزير علي خان في 19 نيسان 1780، في لكهنؤ وهو الابن بالتبني للنواب آصف الدولة الذي لم يكن له إبن. تزوج وزير علي خان كذلك في عاصمة الدولة لكهنؤ.

## العائلة والأبناء
- ميرزا جلال الدين حيدر علي جهان بهادور من مواليد 1798 متزوج ووليده.
  - نواب مبارك الدولة الذي انتقل إلى الإمبراطورية العثمانية.
- ميرزا محمد علي خان.
- صاحب زادي بيجوم.

## الحكم والسلطة
بعد وفاة والده البديل آصف الدولة في 21 أيلول 1797 اعتلى وزير علي خان العرش المسنود بدعم من البريطانيين. عن عمر ناهز 17 عام، فيما اتهموه بعدم الإخلاص كما أدرك البريطانيون أن الحاكم الجديد وزير علي خان لن يمتثل لمتطلباتهم. فقام السير جون شور مع 12 كتيبة بإستبداله بعمه سعادت علي خان الثاني الابن الآخر لشجاع الدولة بتاريخ 21 كانون الثاني 1798. حصل وزير علي خان على معاش تقاعدي وانتقل إلى بيناريس.

## في بيناريس

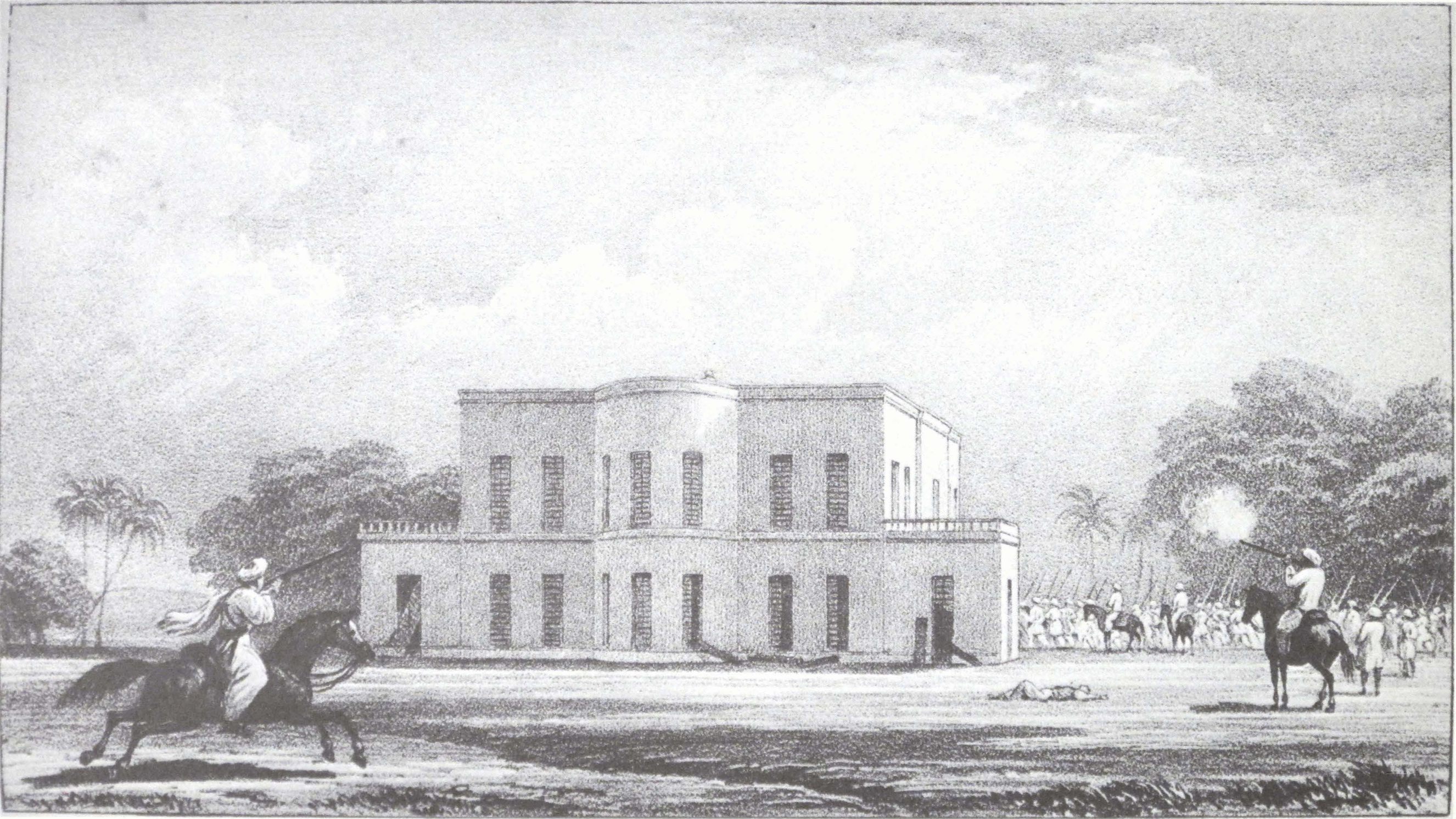
الهجوم على صموئيل ديفيس في 14 يناير 1799.

قررت الحكومة في كالكوتا أنه ينبغي إبعاد وزير علي خان عن مملكته السابقة. نقل المقيم البريطاني جورج فريدريك شيري الأمر إليه في 14 كانون الثاني 1799 أثناء دعوة إفطار كان قد ظهر فيها وزير علي خان مع حارس مسلح. خلال الجدل الذي أعقب ذلك، قام وزير علي خان بضرب شيري، وعندها قتل الحراس المقيم واثنين آخرين.
ثم شرعوا في مهاجمة منزل صموئيل ديفيس قاضي بيناريس البريطاني، الذي دافع عن نفسه على درج منزله برمح حتى أنقذته القوات البريطانية. أضحت القضية معروفة باسم مذبحة بيناريس.
بعد ذلك، قام وزير علي خان بتحشيد جيش متمرّد من عدة آلاف من الرجال. لكن انتقلت قوة بريطانية مجمعة بسرعة بقيادة الجنرال إرسكين إلى بيناريس و"أعادت النظام" بحلول 21 كانون الثاني.

## النهاية والتقييد
بعد الأحداث فر علي خان إلى مدينة أعظم غرة ثم إلى بوتوال في راجبوتانا حيث حصل على حق اللجوء من قبل راج جايبور. لكن بناء على طلب إيرل مورنينغتون البريطاني آرثر ويلزلي. قام الراج بتسليم وزير علي خان إلى البريطانيين بشرط أن لا يتم شنقه او يوضع بالأغلال، فاستسلم وزير علي خان للبريطانيين في كانون الأول 1799 وتم وضعه في حبس صارم في حصن ويليام في كالكوتا.

## الممات
بعد أن تم وضع وزير علي خان في حبس صارم في حصن ويليام قامت الحكومة الاستعمارية بالامتثال لهذا الأمر: فأمضى وزير علي خان بقية حياته (17 عام) في قفص حديدي في حصن ويليام بحكم البنغال. مات وزير علي خان سجيناً في حصن ويليام بتاريخ 15 ايار 1817 ميلادية، ودفن في مقبرة المسلمين في كاسي باغان.

## طالع أيضًا
- نواب أوده
- آصف الدولة
- شجاع الدولة
- صفدر جنك
- سعادت علي خان الأول
- غازي الدين حيدر شاه